# 路易斯·马丁
路易斯·马丁（英語：Louis Martin，1936年11月11日—2015年1月16日），英国男子举重运动员。他曾代表英国参加1960年、1964年和1968年夏季奥林匹克运动会举重比赛，获得一枚银牌和一枚铜牌。